# إتش إس سي 2000 كوبورغ
إتش إس سي 2000 كوبورغ هو نادي كرة يد في ألمانيا تأسس في سنة 2000 يقع مقره في كوبورغ. يلعب في الدوري الألماني لكرة اليد. تبلغ سعة ملعبه 3530 متفرجا.